# Paraconotrochus
Paraconotrochus is een geslacht van neteldieren uit de klasse van de Anthozoa (bloemdieren).

## Soorten
- Paraconotrochus antarcticus (Gardiner, 1929)
- Paraconotrochus capense (Gardiner, 1904)
- Paraconotrochus zeidleri Cairns & Parker, 1992